# Castleknock
Castleknock (del irlandés: Caisleán Cnucha ‘«castillo de la colina» o «castillo de Cnucha»’) es una villa con algunos enclaves residenciales en los límites del Condado de Fingal y ubicada a 8 km al noroeste del centro de Dublín, Irlanda. La villa está localizada justo dentro del anillo vial de la M50, bordeada al oeste por la villa de Blanchardstown y al este por el Parque Fénix. El Real Canal y la línea del ferrocarril Dublín-Sligo pasan por la zona. Castleknock está en el distrito postal de Dublín 15 y en la circunscripción electoral de Dublín del Oeste.

## Instalaciones
Castleknock argumenta tener las instalaciones más grandes de tenis en Irlanda, que fueron la sede las Olimpiadas Especiales del 2004. El golf se puede practicar en el campo municipal de Elm Green, situado en los límites del municipio, así como en dos clubes privados en el área de Porterstown. La asociación de fútbol local es el club Castleknock Celtic FC, que tiene más de 600 jugadores miembros, mientras que la unión de rugby juega en Coolmine RFC. Igualmente, Castleknock cuenta con un club GAA, el Club de Hurling y Fútbol de Castleknock, así como con el club de G.A.A. de Santa Brígida (St. Brigid's) que ganó el Campeonato de Dublín en 2003.
En la iglesia anglicana de Santa Brígida puede encontrarse un buen ejemplo del trabajo de Henry Clarke. Se trata del edificio más prominente en la villa, localizado detrás del conocido y popular pub 'Myos'. También existe cerca una iglesia católica, recientemente construida. El diseño y las obras de arte que hay en el interior de esta "nueva" iglesia son de la escultora Imogen Stuart, dublinesa de adopción, con finos ejemplos de mobiliario, escultura y tapicería sueca. También existen otras piezas de Nial O'Neill. El actual esquema de colores no sigue la visión original de una orquesta de luz.
Las tiendas de la villa se encuentran principalmente en el distrito comercial Castleknock Village Centre, que alberga una variedad de pequeños restaurantes y negocios locales. Entre los restaurantes de distintas cocinas internacionales hay dos restaurantes chinos, uno japonés y uno italiano.
El transporte público en Castleknock está operado por Dublin Bus, Urbus y hay una estación de tren interurbano de la línea Suburbana Occidental de Maynooth.

## Escuelas
La villa es también la ubicación del Castleknock College, una escuela secundaria masculina de Dublín administrada por los sacerdotes de la Orden Vicentiana, que era exclusivamente internado hasta 1987, año en que empezó a admitir alumnos externos, cerrándose los dormitorios en 2006. Las otras escuelas secundarias de relevancia en la localidad son el Castleknock Community College de la cercana Carpenterstown, que es mixto, y el Mount Sackville Convent de Chapelizod, sólo femenino. Hay tres escuelas primarias; no es de extrañar que dos de ellas se llamen St. Brigid's. Una de éstas es de la Iglesia de Irlanda (protestante) y la otra St. Brigid's National School es católica. La tercera, Castleknock Educate Together National School, no está adscrita a ninguna organización religiosa.
Entre los ciudadanos notables de Castleknock están el actor Colin Farrell, el atleta olímpico Eamon Coghlan, la presentadora de televisión Amanda Byram y el ministro de Gobierno Irlandés Brian Lenihar, Jr.

## Historia
Castleknock tiene una larga, significativa e interesante historia. Gran parte de ella puede descubrirse a través de la historia del Castillo de Castleknock. La transformación del área, de la vida local de la villa, en un desarrollado distrito de Dublín ofrece información interesante sobre la reciente historia de la planificación urbana en Irlanda. Algunas familias notables en el área han sido los Guinness, Holmpatrick, Drake, Crosbie y Horgan. Dos de los últimos miembros de la familia Horgan fueron Eric Sealy Horgan (quien identificó la Fiebre amarilla en Sudán para el servicio anglo-egipcio-sudanés), y su hermano David Cecil Horgan, un ingeniero que patentó con éxito un mecanismo para limpiar el humo generado por la turba en los autos impulsados por ella durante La Emergencia.

## Personajes célebres
- Colin Farrell, actor (1976)
- Lara McDonnell, actriz (n. 2003)